# Ranoidea brongersmai
Ranoidea brongersmai – gatunek płaza bezogonowego z podrodziny Pelodryadinae w rodzinie rzekotkowatych (Hylidae).

## Występowanie
Gatunek ten jest endemitem. Występuje jedynie na Nowej Gwinei, w części wyspy należącej do Indonezji. Ocenia się, że być może występuje szerzej niż na dwóch dotąd znanych stanowiskach w okolicy rzeki Wapoga i Panara Valley, ale nie zostało to jeszcze potwierdzone przez odpowiednie badania.
Zwierzę żyje na wysokości powyżej 1000 metrów nad poziomem morza.
Jego siedlisko stanowią górskie lasy deszczowe wzdłuż wartkich potoków. Zwierzę żyje w niskiej roślinności. Prowadzi prawdopodobnie nocny tryb życia.

## Rozmnażanie
Ma miejsce w górskich potokach o wartkim nurcie.

## Status
W Czerwonej księdze gatunków zagrożonych IUCN płaz ten od 2020 roku klasyfikowany jest jako gatunek najmniejszej troski (LC, ang. Least Concern); wcześniej, od 2004 roku uznawano go za gatunek niedostatecznie rozpoznany (DD, ang. Data Deficient).
W miejscu swego występowania płaz zdaje się być pospolity. Ze względu na brak istotnych zagrożeń dla gatunku trend liczebności populacji oceniany jest jako stabilny.